# سرویس‌نو
سرویس‌ناو (انگلیسی: ServiceNow) شرکت فناوری اطلاعات آمریکایی است، که در سال ۲۰۰۳ تأسیس شد.